# Dihexylphthalat
Dihexylphthalat, genauer Di-n-hexylphthalat, ist eine chemische Verbindung aus der Gruppe der Phthalsäureester. Sie kommt oft als Nebenkomponente (weniger als 1 %) von C6–10-Phthalat-Mischungen und als Isomer in Mischungen von Diisohexylphthalaten (DIHP) mit einem Gehalt von 25 % oder weniger vor.

## Gewinnung und Darstellung
Dihexylphthalat kann durch Veresterung von Phthalsäureanhydrid und Hexanol in Gegenwart von Schwefelsäure gewonnen werden.

## Eigenschaften
Dihexylphthalat ist eine farblose Flüssigkeit, die praktisch unlöslich in Wasser ist.

## Verwendung
Dihexylphthalat wird als Weichmacher für Celluloseester und PVC verwendet.

## Nachweis
Dihexylphthalat kann durch Kapillargaschromatographie nachgewiesen werden.

## Sicherheitshinweise und gesetzliche Regelungen
Dihexylphthalat wurde im Dezember 2013 aufgrund seiner Einstufung als reproduktionstoxisch (Reprod. 1B) in die Kandidatenliste der besonders besorgniserregenden Stoffe (Substance of very high concern, SVHC) aufgenommen.
Danach wurde Dihexylphthalat im Februar 2020 in das Verzeichnis der zulassungspflichtigen Stoffe mit dem Ablauftermin für die Verwendung in der EU zum 27. Februar 2023 aufgenommen. In der Schweiz war der Ablauftermin am 2. November 2023. Dihexylphthalat ist somit streng reglementiert und großteils verboten.
Dihexylphthalat wird beim Menschen zum Metabolit MnHexP (Mono-n-hexylphthalat) umgewandelt. Dieser ist fortpflanzungsschädigend; er schädigt Fortpflanzungsorgane männlicher Föten im Mutterleib. MnHexP erhöht bei Erwachsenen außerdem das Risiko, an Diabetes, Bluthochdruck und Fettleibigkeit zu erkranken.

## Auftreten von MnHexP in Urinproben ab 2017
Der Metabolit von DNHexP, MnHexP, wurde deutschlandweit in Urinproben von Kindern nachgewiesen – mit zunehmender Verbreitung spätestens seit 2017. Ursache bzw. Herkunft der Verbreitung ist unklar (Stand Februar 2024). Trotz eines bestehenden Verbots des Weichmachers wurde in der aktuell (Februar 2024) noch laufenden „6. Deutschen Umweltstudie zur Gesundheit“ in 28 Prozent der Urinproben das Abbauprodukt des Weichmachers entdeckt. Bis 2024 war die Konzentration des Weichmachers in stark belasteten Urinproben innerhalb von drei Jahren um das bis zu zehnfache angestiegen. Nicht nur in Deutschland wurde MnHexP in Urinproben nachgewiesen. Auch aus Dänemark wurden erhöhte Werte gemeldet. Dagegen sind gesammelte Urinproben aus Bangladesch, Korea und anderen asiatischen Ländern diesbezüglich unauffällig.
Ein „erster und vorläufiger Verdacht“, der von Fachleuten des Umweltbundesamts (UBA) geäußert wurde, fiel auf den in Sonnenschutzmittel enthaltenen UV-Filter DHHB. DNHexP entsteht bei der Produktion von DHHB als Beiprodukt. Jedoch warnten die Toxikologen des UBA davor, deswegen auf Sonnenschutzmittel zu verzichten.